# Strefa Wykluczenia wokół Czarnobylskiej Elektrowni Jądrowej
Strefa Wykluczenia wokół Czarnobylskiej Elektrowni Jądrowej (ukr. Зона відчуження Чорнобильської АЭС, Zona widczużennja Czornobyl’s’koji AES, ang. Chernobyl Nuclear Power Plant Exclusion Zone), potocznie strefa Czarnobylska, Czarnobylska zona (ukr. Чорнобильська зона, Czornobyl’s’ka zona) – zamknięta strefa wokół terenów najbardziej dotkniętych skutkami katastrofy w Czarnobylu zarządzana przez ukraińskie ministerstwo ds. sytuacji nadzwyczajnych. Zajmuje ona północne rejony obwodu kijowskiego i żytomierskiego aż do granic z Białorusią, gdzie graniczy z Poleskim Państwowym Rezerwatem Radiacyjno-Ekologicznym.
24 lutego 2022 roku, w wyniku rosyjskiej inwazji na Ukrainę, strefa znalazła się pod kontrolą sił zbrojnych Rosji. Została odbita przez siły ukraińskie po wycofaniu się wojsk rosyjskich na początku kwietnia.

## Mieszkańcy
Krótko po katastrofie mieszkańcy miejscowości położonych na terenie dzisiejszej strefy zostali ewakuowani. Zdecydowana większość nigdy nie powróciła, jednak nieliczni, nielegalnie, zdecydowali się na powrót. Do dzisiaj w pobliżu elektrowni żyje kilkadziesiąt osób, bez dostępu do elektryczności i cywilizacji.
Aktywność człowieka w strefie wykluczenia koncentruje się na terenie przemysłowym elektrowni i w kilku zakładach w centrum strefy, które pracują z odpadami radioaktywnymi. Ośrodkiem administracyjnym strefy wykluczenia pozostaje miasto Czarnobyl, położone 17 km na południe od elektrowni.
Pracownicy spędzają tu 4 dni w tygodniu, a niektóre służby działają na zmiany 15/15 – 15 dni w terenie i 15 przerwy. W trakcie budowy nowego sarkofagu pracowało tu ok. 5 tys. ludzi, połowa na terenie elektrowni (np. wyłączając z eksploatacji bloki energetyczne elektrowni, monitorując poziom promieniowania), połowa przy porządkowaniu, ochronie i monitorowaniu poziomu promieniowania na całej pozostałej części strefy.
Masowy powrót miejscowych do strefy wykluczenia zaczął się w 1987 roku. Wróciło wówczas ok. 1200 osób, „samosiołów”, czyli samowolnych osadników. „Samosioły” wrócili nie tylko do miasta Czarnobyl, ale też do opuszczonych wiosek w południowej i południowo-zachodniej części strefy czarnobylskiej – do 13 wsi. Na początku 2016 r., w strefie czarnobylskiej mieszkało 158 „samosiołów”. Główną przyczyną spadku ich liczby jest wiek.

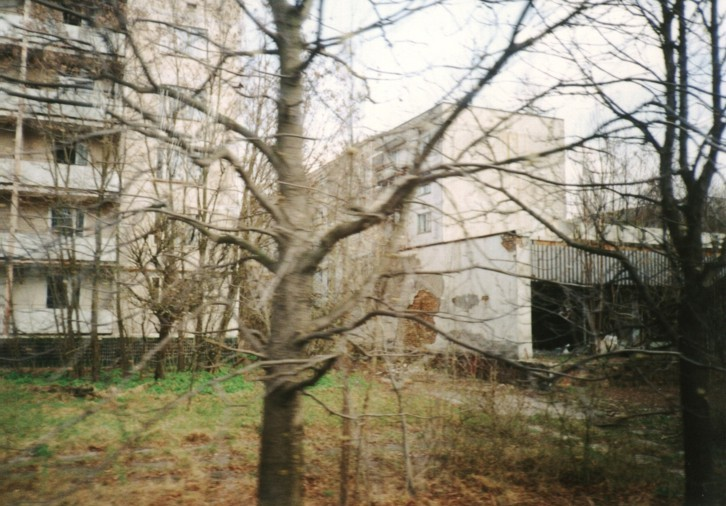
Opuszczone budynki mieszkalne w Prypeci

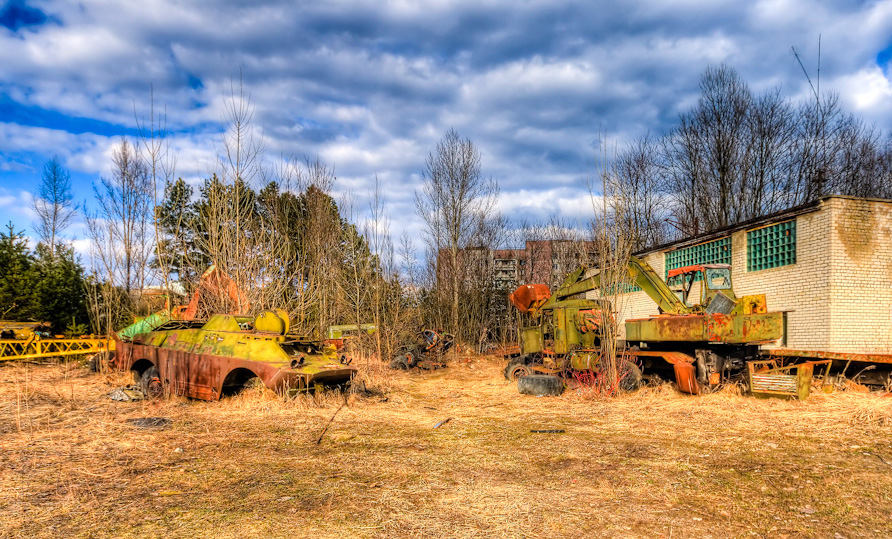
Wrak BRDM-2 w Prypeci (2009)

## Promieniowanie
Dane zebrane między 9 a 13 kwietnia 2008 roku

Mapa radiacji wokół CzAES z 1996

Tabela opracowana na podstawie źródła

Pełna relacja z wizyty w artykule
| Miejsce                                               | Promieniowanie w µSv/h |
| ----------------------------------------------------- | ---------------------- |
| Warszawa – okolice Pałacu Kultury i Nauki             | 0,32                   |
| Strefa Zero – 200m od sarkofagu                       | 5,39                   |
| Czerwony Las – obrzeża                                | >8                     |
| miasto Czarnobyl – centrum                            | 0,2                    |
| miasto Czarnobyl – składowisko odpadów radioaktywnych | 0,02–0,15              |
| miasto Prypeć – uliczka osiedlowa                     | 0,22                   |
| miasto Prypeć – stadion miejski                       | 0,28                   |
| miasto Prypeć – centrum                               | 0,96                   |
| miasto Prypeć – podłoże w centrum                     | 2,21                   |
| miasto Prypeć – przy gruncie                          | 1,36–4                 |
| wieś Kopaczi                                          | 0,12–0,25              |

## Przyroda
Po odejściu ludności dawne pola i łąki zarosły młodym lasem. Tereny osuszone dzięki kanałom melioracyjnym znowu się zabagniły, co sprzyja wegetacji wielu gatunków roślin, w tym rzadkich, wpisanych do ukraińskiej Czerwonej Księgi. Są wśród nich unikalne paprocie i lilie.
Po katastrofie wokół elektrowni utworzono kilkanaście całkowicie lub częściowo zamkniętych stref. Łącznie strefy zamkniętego dostępu dla ludzi objęły obszar ponad 4769 km². Z powodu dużej ilości żywności pozostawionej przez ewakuowanych w pośpiechu ludzi nastąpił szybki wzrost liczby gryzoni zamieszkujących zamknięty obszar. Pojawiły się nawet głosy postulujące ich wytrucie, jednak natura sama rozwiązała problem gryzoni. W zamkniętych strefach przybywało coraz więcej drapieżników i innych zwierząt uzupełniających i rozbudowujących zubożone dotychczasową działalnością ludzką łańcuchy troficzne.
Przeprowadzone badania nie pozwalają jednoznacznie ocenić wpływu katastrofy na przyrodę Strefy. Według pierwszych badań z 1994 roku przeprowadzonych przez Roberta Bakera i Ronalda Chessera (jednych z pierwszych Amerykanów dopuszczonych do Strefy), liczebność zwierząt zwyczajowo zamieszkujących te tereny, takich jak norniki, wilk szary, dzik, sarna, jeleń szlachetny, łoś i bóbr zwiększyła się kilkunastokrotnie. Wokół Czarnobyla obecnie egzystuje wiele gatunków zwierząt, które wyginęły na tych terenach dziesiątki lat wcześniej lub nie występowały w ogóle, jak sztucznie wprowadzony w końcu XX w. rzadki koń Przewalskiego, wydra, ponad dziesięć unikatowych gatunków nietoperza, żubr, ryś lub niedźwiedź brunatny, niewidziany na tych terenach od kilkuset lat. W latach 90. w ukraińskiej części strefy podobny projekt asymilacji jak dla koni Przewalskiego opracowano dla populacji żubrów europejskich jednak zakończył się on niepowodzeniem. W 2016 po raz pierwszy od 60 lat odnotowano obecność borowca olbrzymiego, a w podobnym okresie także mopka zachodniego. Do strefy ochronnej powróciło wiele gatunków rzadkich ptaków, jak czarny bocian czy bielik, oraz znaczna liczba łabędzi i sów. Żuraw zwyczajny, bocian czarny, bielik zwyczajny i jeszcze 32 inne gatunki ptaków wpisane do ukraińskiej Czerwonej Księgi zamieszkują dziś strefę czarnobylską.
Mieszkańcy białoruskich miejscowości położonych w pobliżu granicy z Ukrainą uskarżają się na nasiloną aktywność wilków, które przychodzą ze strefy, są to jednak jednostkowe przypadki. Według Roberta Bakera, biologa z Texas Tech University badającego przyrodę w okolicach Czarnobyla, zarówno wśród fauny, jak i flory nie obserwuje się żadnych negatywnych skutków oddziaływania skażenia radioaktywnego, a korzyści wynikające z wysiedlenia ludzi znacząco przewyższyły hipotetyczne straty dla ekosystemu wynikające z samej katastrofy. Tylko dzięki temu możliwe było powstanie tego nieoficjalnego, choć największego rezerwatu w Europie.
W 2007 r. na mocy dekretu prezydenta Ukrainy Wiktora Juszczenki w granicach Czarnobylskiej Strefy Wykluczenia i Strefy Bezwarunkowego Wysiedlenia utworzono zoologiczny rezerwat dzikich zwierząt (odmiana rezerwatu przyrody) „Czarnobylski Specjalny” o powierzchni 48870 ha. Rezerwat zajmował południowo-wschodnią część strefy, najmniej skażoną, a jego zewnętrzne granice zawierały się pomiędzy obszarem Białorusi (na północy), miastem Czarnobyl (północny zachód) oraz miejscowościami Dytiatky (zachód), Stracholesie, a także Zbiornikiem Kijowskim (na południu). W 30. rocznicę katastrofy w Czarnobylu w ukraińskiej części strefy utworzony został Czarnobylski Radio-Ekologiczny Rezerwat Biosfery o łącznej powierzchni 226964,7 ha. Podstawowym zadaniem Rezerwatu Biosfery jest ochrona zwierząt wpisanych do Czerwonej Księgi, a nawet multiplikacja wybranych gatunków.
Na życie tutejszych zwierząt wpływa dziś nie promieniowanie, ale naturalne warunki środowiska. W ciągu 30 lat strefę zasiedliły gatunki zwierząt, które zniknęły z tych okolic już na początku XX wieku, np. jeleń europejski, nieobecny w okolicach Czarnobyla od ponad 100 lat (przed awarią elektrowni stwierdzono w okolicy kilka jego osobników), występuje tutaj powszechnie. Liczebność populacji dzików błyskawicznie wzrosła do maksymalnej w danych warunkach. W ślad za wyżej wymienionymi zwierzętami przybyły wilki. W 2016 udowodniono istnienie siedmiu ich grup, które wyraźnie i dokładnie podzieliły pomiędzy siebie czarnobylską strefę wykluczenia. Powierzchnia terenów łowieckich każdego stada wynosi ok. 300 km². Zachowanie wilków w zonie różni się nieco od zachowania tych zwierząt w innych rejonach Ukrainy. Wilki polują zazwyczaj wieczorem i wykazują największą aktywność po zachodzie słońca; w okolicach Czarnobyla są aktywne również za dnia, korzystają również z pozostawionej przez człowieka infrastruktury do swoich celów łowieckich. W 2014 r. badacze z Centrum Czarnobylskiego w mieście Sławutycz za pomocą fotopułapki otrzymali kilka fotografii jednego z osobników niedźwiedzia brunatnego.
Według badań innych biologów (np. Andersa Pape Møllera z Université Pierre et Marie Curie i Timothy’ego Mousseau z University of South Carolina z 1999 i późniejszych) zajmujących się tą tematyką, zarówno liczba gatunków, jak i liczebność ich populacji znacząco spada w miejscach o większym skażeniu. U badanych ptaków ze Strefy odnotowali oni skrócony czas życia, zaburzenia płodności, mniejsze mózgi, albinizm częściowy i podwyższone ryzyko zaćmy. Metodologia tych badań jest krytykowana, a sam Møller jest uważany za niewiarygodnego, ponieważ był już w przeszłości oskarżany o fałszowanie wyników badań naukowych. Ich wnioski są kwestionowane, jednak przede wszystkim, ze względu na wybrane do badania gatunki. Wróbel, kopciuszek, jaskółka dymówka to ptaki ewidentnie związane z działalnością rolniczą człowieka. Spadek ich liczebności może być spowodowany brakiem ludzi a niekoniecznie zwiększonym promieniowaniem. Wnioski ze swoich badań potwierdzili jednak badając strefę wokół elektrowni w Fukushimie.

## Duga

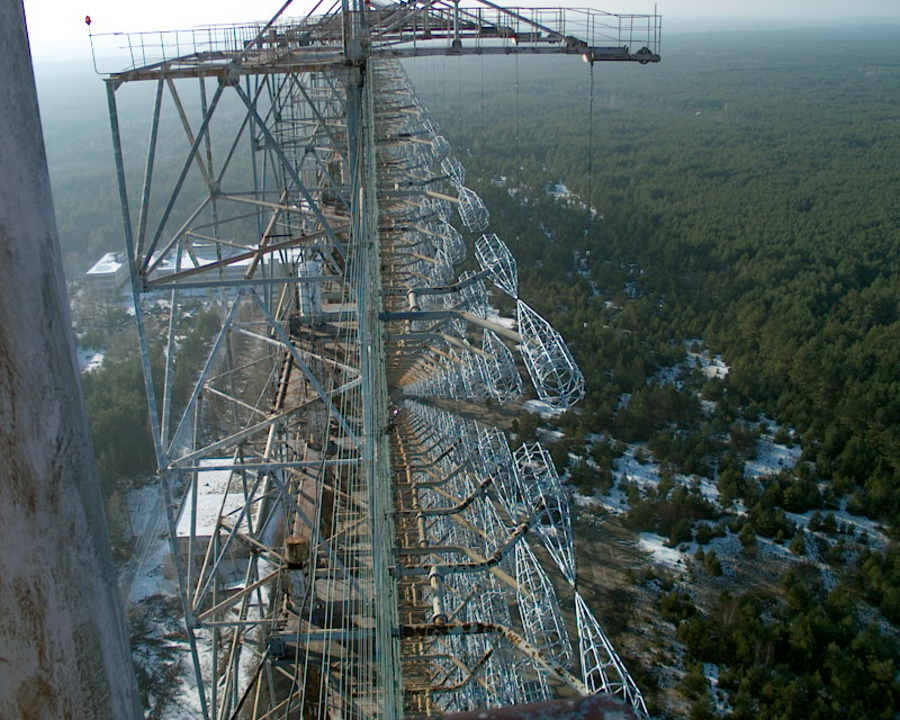
Anteny systemu Duga w Czarnobylu-2

Na terenie Zony znajduje się nieużywana obecnie instalacja radzieckiego strategicznego radaru pozahoryzontalnego (OTH) Duga pracującego w zakresie fal krótkich. Jest ona znana wśród krótkofalowców i profesjonalnych użytkowników eteru jako Rosyjski dzięcioł („Russian Woodpecker”) od charakterystycznego rytmu zakłóceń, jakie powodowała w łączności na falach krótkich.

## Odniesienia w kulturze
- seria gier S.T.A.L.K.E.R.
- Call of Duty 4: Modern Warfare (misje: Wszyscy w kamuflażu oraz Jeden strzał, jeden trup) – gra z 2007 roku
- Transformers: Dark of the Moon – film z 2011 roku
- Czarnobyl. Reaktor strachu – film z 2012 roku
- Szklana pułapka 5 – film z 2013 roku
- Чернобыль. Зона отчуждения – serial z 2014 i 2017 roku
- Czarnobyl (miniserial) – z 2019 roku
- W komputerowej strzelance Warface znajduje się mapa Prypeci
- Jedna z map w popularnej strzelance Counter Strike:Global Offensive pod nazwą Cache jest zrobiona w stylu okolic elektrowni atomowej w Czarnobylu
- Kilka lokacji w grze Call of Duty: Modern Warfare 2, szczególnie mapa Wasteland z widoczną w oddali elektrownią czarnobylską.